# Marvin de paranoïde androïde
Marvin, de Paranoïde Androïde is een personage uit de serie Het Transgalactisch Liftershandboek, bedacht door Douglas Adams. Marvin is een humanoïde robot die dient aan boord van het schip Heart of Gold. Hij was gebouwd als een prototype van Sirius Cybernetics Corporations GPP (Genuine People Personalities) technologie.
Marvins stem werd gedaan door Stephen Moore in zowel de radioserie als de televisieserie. In de televisieserie werd Marvin gespeeld door David Learner. In de film speelde Alan Rickman het personage.

## Naam
Volgens Adams kwam de naam "Marvin" van Andrew Marshall, een andere schrijver van komische werken. In een oud script voor de radioserie heette Marvin inderdaad nog Marshall.
Ondanks zijn bijnaam vertoont Marvin niet echt tekenen van paranoïde gedrag. Hij is eerder manisch-depressief.
In de Nederlandse vertalingen van de radioserie wordt zijn naam vertaald naar Theo de tobbende robot. In de boeken wordt zijn naam vertaald naar Arnold de Paranoïde Androïde

## Achtergrond
Marvin lijdt aan klinische depressie en verveeldheid. Dit komt deels omdat hij een brein heeft ter grootte van een planeet, die hij maar zelden kan gebruiken. Marvins grootste angst is dat hij nooit een taak toegewezen krijgt die meer dan slechts een fractie van zijn enorme intelligentie vereist. Marvin beweert zelf altijd 50.000 keer slimmer te zijn dan een mens. Zijn intelligentie bleek onder andere in het derde boek, toen hij werd gevangen door de Krikkiters en gedwongen om hun hoofdcomputer te ondersteunen. Hij slaagde er toen in om tegelijkertijd de gehele militaire strategie van de Krikkiters te berekenen, alle grote wiskundige, natuurkundige, chemische, biologische, sociologische, filosofische, etymologische, meteorologische en psychologische problemen in het universum op te lossen (behalve zijn eigen) en een aantal slaapliedjes te componeren.
Marvin is echter wel erg trouw aan zijn werkgevers, en zelfs bereid miljoenen jaren op hen te wachten. In de boeken en radioserie gebeurt dit geregeld. Zo wacht hij in de radioserie een keer 576.000.003.579 jaar tot de andere personages, die per ongeluk naar de toekomst zijn gereisd, terugkomen.
Marvins uiterlijk verschilt per incarnatie. In de meeste versies is hij een robot ter grootte van een mens. In de film is hij echter kleiner, en met een buitengewoon groot hoofd ten opzichte van de rest van zijn lichaam. In de film is Marvin minder depressief, maar meer pessimistisch.
Ook Marvins biografie verschilt per incarnatie. In de boekenserie komt hij uiteindelijk aan zijn einde wanneer hij door de vele tijdreizen 37 keer ouder is dan het universum zelf.

## Muziek
Stephen Moore bracht twee muzieksingles uit over Marvin: Marvin/Metal Man en Reasons To Be Miserable/Marvin I Love You.
"Marvin" werd uitgebracht in 1981, en was een kleine hit in het Verenigd Koninkrijk. Het lied gaat over Marvin die zijn leven beschrijft. "Metal Man" was de B-kant van de single.
Reasons To Be Miserable kwam eveneens uit in 1981, met Marvin I Love You als B-kant.
Beide nummers werden in 2005 opnieuw uitgebracht om aan te sluiten op de film.
De Engelse rockband Radiohead heeft een nummer genaamd Paranoid Android. In het eerste "hoofdstuk" van het rapsodische stuk is er een computerstem die "I may be paranoid, but not an android" zegt.